# アクセンチュア・テクノロジー・ソリューションズ
アクセンチュア・テクノロジー・ソリューションズ(Accenture Technology Solutions)は、総合コンサルティング会社アクセンチュアの関連会社であった。2012年5月1日付でアクセンチュア株式会社に全ての事業を譲渡した。アクセンチュアが受注したプロジェクトにおいて、システム・インテグレーションを担っていた。

## 概要
コンサルタントが在籍するアクセンチュアと違い、エンジニアが在籍する企業である。
アクセンチュア・テクノロジー・ソリューションズとして全世界に2万人、オフショア拠点であるグローバル・デリバリー・センターを合わせると8万人の社員が在籍している。日本国内では、首都圏のほか、福岡オフィスと、ニアショア拠点である北海道デリバリー・センターを設けている。

## 所在地
下記は、日本のアクセンチュア・テクノロジー・ソリューションズ株式会社の所在地である。
- 本社　東京都港区赤坂1-11-44 赤坂インターシティ
- みなとみらいオフィス　神奈川県横浜市西区みなとみらい3-6-3 MMパークビル
- 福岡オフィス
- 北海道デリバリー・センター　北海道札幌市中央区北1条西3丁目2 井門札幌ビル